# Староротовка
Староротовка — хутор в Матвеево-Курганском районе Ростовской области. Входит в состав Матвеево-Курганского сельского поселения.

## География

### Улицы
| - ул. Березовая, - ул. Верхняя, - ул. Ветеранов, - ул. Дружбы, - ул. Интернациональная, - ул. Куйбышева, - ул. Луговая, - ул. Молодёжная, - ул. Рябиновая, | - ул. Садовая, - ул. Сиреневая, - ул. Степная, - ул. Строительная, - ул. Тополиная, - ул. Учительская, - ул. Цветочная, - пер. Дружбы, - пр. Дружбы. |

## История
Село Альт-Ротовка основано в 1890 году немцами-лютеранами переселенцами из Таврической губернии.

## Население
| 2010 | 2014  |
| ---- | ----- |
| 966  | ↗1015 |